# Camponotus gibbosus
Camponotus gibbosus är en myrart som beskrevs av Vladimir Aphanasjevich Karavaiev 1929. Camponotus gibbosus ingår i släktet hästmyror, och familjen myror. Inga underarter finns listade.